# Pedro Francisco Ximénez de Góngora y Luján
Pedro Francisco Ximénez de Góngora y Luján, VIII markiz Almodóvar od 11 lipca 1780 roku 1. książę Almodóvar (ur. 1727, zm. 1794 lub 1796) – hiszpański arystokrata i dyplomata.
Pochodził z magnackiej rodziny z Cordoby. Jego matka była Ana Suarez de Gongora y Menendez de Avilés, 6. markiza de Almodovar del Rio.
W młodości mieszkał w Królestwie Neapolu. W 1751 roku w Neapolu poznał hiszpańskiego intelektualistę i podróżnika Antonio Ponza, (1725-1792). Natchniony przezeń markiz zainteresował się francuska literaturą oświeceniową, zwłaszcza poglądami i pismami Voltaire'a.
30 listopada 1760 roku Karol III Hiszpański uczynił go ambasadorem w Petersburgu. Już w trzy miesiące po przybyciu na miejsce przysłał do Madrytu szczegółowy raport na temat rosyjskich interesów i rosyjskiej obecności w Ameryce do roku 1760 włącznie. Na tej placówce markiz pozostał do 1763 roku.
Następnie był ambasadorem w Portugalii (1765-1778) i Londynie (1778-1779). W 1779 roku opuścił Wielką Brytanię, ponieważ Hiszpania poparła nowo powstałe USA.
W roku 1779 został grandem Hiszpanii. Karol III uczynił go księciem w 1780 roku. Od roku 1792 był dyrektorem Hiszpańskiej Akademii Historii. Funkcję tę pełnił do śmierci.